# Eravamo sette vedove

Eravamo sette vedove (traduction littérale : « nous étions sept veuves » est un  film de comédie italien réalisé en 1939 par Mario Mattoli et mettant en vedette Antonio Gandusio.

## Synopsis
Lors du naufrage d'un navire dans les mers équatoriales, un avocat âgé, un célibataire, son serveur et sept femmes qui ont perdu leur mari sont sauvés sur un canot de sauvetage. Tous ces survivants parviennent à atteindre une île inconnue, où vit déjà un homme qui est le mari de la plus âgée des sept femmes, réfugié également dans cette île après un naufrage survenu quelques années auparavant.
Lorsque les six autres maris parviennent à arriver sur l'île sur une autre chaloupe, les couples se reforment et une petite communauté se forme tentant de survivre en attendant de l'aide. La vie sur l'île exotique devient agréable et le temps passe sans beaucoup de nostalgie du passé. Le seul insatisfait est l'avocat resté célibataire, qui regarde constamment l'horizon et attend l'arrivée d'une éventuelle naufragée.

## Fiche technique
- Titre : Eravamo sette vedove
- Réalisation : Mario Mattoli
- Scénario : Steno, Aldo De Benedetti, Mario Mattoli
- Production : Giulio Manenti (it)
- Décors : Piero Filippone
- Photographie : Carlo Montuori
- Montage : Fernando Tropea (en)
- Langue : italien
- Genre : comédie
- Durée : 83 minutes
- Pays de production :  Royaume d'Italie
- Date de sortie : 1939

## Distribution
- Antonio Gandusio : l'avocat Ruggero Mauri
- Nino Taranto : Orlando
- Laura Nucci : Vera
- Silvana Jachino : Barbara
- Laura Solari : Anna Calcini
- Le Greta Gonda : Maria
- Anna Maria Dossena : Ada
- Maria Dominiani : Liliana
- Amelia Chellini : Gioconda Zappi Torriani
- Oscar Andriani : le mari de Liliana
- Gino Bianchi : Francesco, le mari d'Anna
- Adolfo Geri : le mari d'Ada
- Mario Siletti : Popi, le mari de Vera
- Carlo Micheluzzi : Matteo
- Ori Monteverdi : l'infirmière
- Armando Migliari : le medecin